# Diocesi di Arassa
La diocesi di Arassa (in latino: Dioecesis Araxensis) è una sede soppressa del patriarcato di Costantinopoli e una sede titolare della Chiesa cattolica.

## Storia
Arassa, identificabile con Ören nel distretto di Fethiye in Turchia, è un'antica sede episcopale della provincia romana di Licia nella diocesi civile di Asia. Faceva parte del patriarcato di Costantinopoli ed era suffraganea dell'arcidiocesi di Mira.
La diocesi è documentata nelle Notitiae Episcopatuum del patriarcato di Costantinopoli fino al XII secolo.
Sono quattro i vescovi noti di questa antica sede. Il primo è Toanziano, che Le Quien chiama Teotimo, che partecipò al concilio di Costantinopoli del 381. Leonzio fu presente al concilio di Calcedonia nel 451 e sottoscrisse nel 458 la lettera dei vescovi della Licia all'imperatore Leone I dopo l'uccisione del patriarca alessandrino Proterio. Teodoro fu tra i padri del concilio in Trullo del 692 e infine Stefano prese parte al secondo concilio niceno nel 787.
Dal 1933 Arassa è annoverata tra le sedi vescovili titolari della Chiesa cattolica; la sede è vacante dal 13 aprile 1989. Il suo ultimo titolare è stato Philip Joseph Furlong, vescovo ausiliare del vicariato castrense degli Stati Uniti d'America.

## Cronotassi

### Vescovi greci
- Toanziano (Teotimo ?) † (menzionato nel 381)
- Leonzio † (prima del 451 - dopo il 458)
- Teodoro † (menzionato nel 692)
- Stefano † (menzionato nel 787)

### Vescovi titolari
- Louis Morel, C.I.C.M. † (21 marzo 1938 - 11 aprile 1946 nominato arcivescovo di Hohot)
- Jean-Baptiste Victor Fauret, C.S.Sp. † (13 febbraio 1947 - 14 settembre 1955 nominato vescovo di Pointe-Noire)
- Philip Joseph Furlong † (3 dicembre 1955 - 13 aprile 1989 deceduto)